# 影像降噪
影像降噪的目的為移除影像中不必要的雜訊，保留影像中較為重要的細節等資訊，使得到的圖像看似清晰且潔淨。不論是使用數位相機或是傳統的底片，照出來的相片時常產生各種不同的雜訊。現今的生活中有大量的數位影像拍攝的品質不盡良好，即便是在使用了良好的數位相機，影像降噪等後製的影像重建技術仍被廣為利用，佔有重要的一席之地，目前有多種降噪的演算法被提出來解決此問題。

## 介紹
現實中的圖像在傳輸過程中，常受到成像設備和外部環境雜訊的干擾，受到此影響產生的圖像稱為含噪圖像或雜訊圖像，減少此圖像中雜訊的過程即為影像降噪。

### 雜訊的產生及分類
雜訊是圖像干擾的重要原因之一。
一幅圖像在實際的應用上可能存在各式各樣的雜訊，根據雜訊與訊號的關係可將其分為三個種類：(f(x,y)表示原始圖像，g(x,y)表示圖像訊號，n(x,y)表示雜訊)
1. 加性雜訊：與輸入圖像訊號無關，含噪圖像可表示為f(x,y)=g(x,y)+n(x,y)。
2. 乘性雜訊：與輸入圖像訊號有關，含噪圖像可表示為f(x,y)=g(x,y)+n(x,y)g(x,y)。
3. 量化雜訊：與輸入圖像訊號無關，是因為量化過程中存在量化誤差，再反應到接收端上而產生。

### 影像降噪的方法簡介
1. 均值濾波器：採用鄰域平均法的均值濾波器適用於經由掃描得到的圖像產生的顆粒雜訊，同時也因為鄰域平均而引起模糊現象，模糊程度與鄰域半徑成正比。
2. 自適應維納濾波器：能根據圖像的局部方差來調整濾波器的輸出，目標是使恢復圖像與原始圖像的均方誤差最小，濾波效果比均值濾波器要好，但計算量大，對具有白雜訊的圖像效果最佳。
3. 中值濾波器
4. 型態學雜訊濾波器

## 訊號雜訊比
透過測量訊號的標準差 ，我們可以得到訊號對雜訊比(Signal to Noise Ratio)為：

{\displaystyle SNR={\frac {\sigma (u)}{\sigma (n)}}}

其中{\displaystyle \sigma (u)}所代表的為訊號本身的標準差，而{\displaystyle \sigma (n)}則是雜訊的標準差。
根據標準差的公式，{\displaystyle \sigma (u)}又可以寫成：

{\displaystyle \sigma (u)={\frac {1}{\left|I\right|}}\sum _{i\in I}^{}(u(i)-{\overline {u(i)}})^{2}} 

一般來說，品質好的圖片其標準差為{\displaystyle 60}左右，而我們在一般的圖片上加上高斯白雜訊去測試雜訊對數位影像的影響。
首先，當我們把 {\displaystyle \sigma (n)} 設為 {\displaystyle 3} ，得到的 {\displaystyle SNR} 為 {\displaystyle {\frac {60}{3}}=20} ，此時的圖片幾乎沒什麼可以觀察到的變化。然而即便我們持續降低 {\displaystyle SNR} 直到 {\displaystyle 2} ，我們仍然能夠清楚辨認圖片中重要的元素。這個結果告訴了我們，影像降噪的演算法可行性似乎滿高的，但其實不然。對於降噪的演算法來說，是非常困難去辨別雜訊以及圖片中的「小細節」有可能同時把這些元素都移除。此外也有可能在移除這些雜訊時的同時對圖片產生一些新的變動，例如：模糊、棋盤效應。

要解釋這樣的原因，是由於影像降噪演算法基本上是根據：
- 雜訊模型
- 平滑影像模型

去進行雜訊的移除。在一般的方法中，會假設雜訊是震盪變動的，而影像是平滑、整塊相連。因此，這些方法會根據平滑性區分雜訊以及影像，然而，在影像中一些細微的結構震盪幅度常常會跟雜訊差不多，相對的，白雜訊有包含很多低頻且平滑的部分。所以根據平滑度來直接分隔雜訊有時並不是良好的方法。以下介紹各種不同且有效降噪的方法。

## 降噪方法

### 區域性平滑 (Local Smoothing)

#### 高斯平滑
高斯平滑的原理在於將影像和高斯濾波器進行卷積來藉此使影像模糊而去移除雜訊以及細節。換句話說，通過高斯平滑所得到的輸出像素就是該輸出像素周遭像素的加權平均，每一個鄰近像素的權重就是根據高斯分布來設計。因為此設計，使得高斯的濾波器比均值濾波器更柔滑且邊緣保存得更好。

若是觀察高斯濾波器的頻率響應，可以發現它是低通濾波器，因此表示著高斯平滑是用來移除圖片中高頻的部分。

#### 各項異性擴散 (Anisotropic diffusion)
利用像是熱方程式的部分微分等式(PDE)來去除圖片中的雜訊，但同時又能夠保存圖片中重要的性質像是：邊界，內容。跟一般的擴散程序的不同之處在於此通量函式(flux function)能夠限制擴散程序運作的區域邊界。隨著慢慢接近圖片某區域的邊界，擴散會被限制的越大，直到接近了邊界，便會觸發反向的擴散來因此強化圖片的邊界。

### 非區域性平滑 (Non-Local Smoothing)

#### 非區域平均 (Non-Local Means)
在介紹此方法之前，要先提到另外一個方法 3D denoising (3D NR)。3DNR假設圖片中的隨機雜訊為時間函數如下式：

{\displaystyle F(t)=S+N(t)}

{\displaystyle S} 為靜態的原始訊號，{\displaystyle N(t)}為一隨時間變化的雜訊，且這個雜訊屬於平均值為 {\displaystyle 0} 之高斯常態分布。因此若是時間越久，加總越多的 {\displaystyle F(t)} 其平均值越容易使雜訊項接近於零。因此某些相機會連續拍多張相片來取平均值去除雜訊，然而遇到動態場景時卻也可能造成不自然的殘影。

而非區域平均這個方法可以看成3DNR的2D版，對同一張圖片中相似的區塊進行平均以去除雜訊。例如，如果要對特定的區塊 {\displaystyle p} 去除雜訊，可以找到相似的三個區塊{\displaystyle q1,q2,q3} 來得到除去雜訊的區塊 {\displaystyle p'} ，其式如下：

{\displaystyle p'=w_{0}p+w_{1}q1+w_{2}q2+w_{3}q3,\sum _{i=0}^{3}w_{i}=1}

### 頻域濾波方法

#### 小波阈值 (Wavelet Thresholding)
此項方法的原理是基於我們對小波參數的理解。一般來說，小波參數的值會受到雜訊而有所影響，當小波參數的值越大代表的便是訊號所包含的資訊遠大於雜訊，因此我們可以得到一個快速的除雜訊方法：
- 除去小波參數值小的小波訊號 (hard thresholding)
- 減少小波參數值大的訊號所造成的影響 (soft thresholding)